# Družina Marija
Družina Marija je družina asteroidov, ki jo prištevamo v skupino Hirajaminih družin (družine za katere velja, da so nastale s trki asteroidov). Družina se imenuje po asteroidu 170 Marija Asteroidi družine Marija krožijo okoli Sonca na razdaljah med 2, 5 in 2,625 a.e. Zanje je značilen precej velik naklon tira (okoli 15 °), kar ni značilnost družin v asteroidnem pasu. Predvidevajo, da je možno tudi, da je celotna družina Marija glavni kandidat kot starševsko telo za nastanek Lhondritov
Družina ima 81 članov
Nahaja pa se na zunanjem robu Kirkwoodove vrzeli 3 : 1.
Asteroidi v tej družini imajo naslednje lastne elemente tirnice
- velika polos (ap) je med 2,52 in 2,625 a.e.
- izsrednost (ep) je med 0,077 in 0,117
- naklon tirnice (ip) je od 14,30 do 15,6 °

Družino sestavljajo asteroidi tipa S, ki imajo podobno zgradbo kot ogljikovi hondriti. Danes (2008) je znanih okoli 80 asteroidov te družine. 

Največji člani so:
- 170 Marija (170 Maria)
- 472 Rim (472 Roma)
- 575 Renata (575 Renate)
- 616 Eli (616 Elly)
- 660 Krescencija (660 Crescentia)
- 714 Ulula